# دوري سان مارينو 1985–86
دوري سان مارينو 1985–86 (بالإيطالية: Campionato Dilettanti 1985-1986)‏ هو الموسم 1 من  دوري سان مارينو. أشرف على تنظيمه اتحاد سان مارينو لكرة القدم، وكان عدد الأندية المشاركة فيه  17، وفاز فيه SC Faetano ‏.